# George Randolph Barse

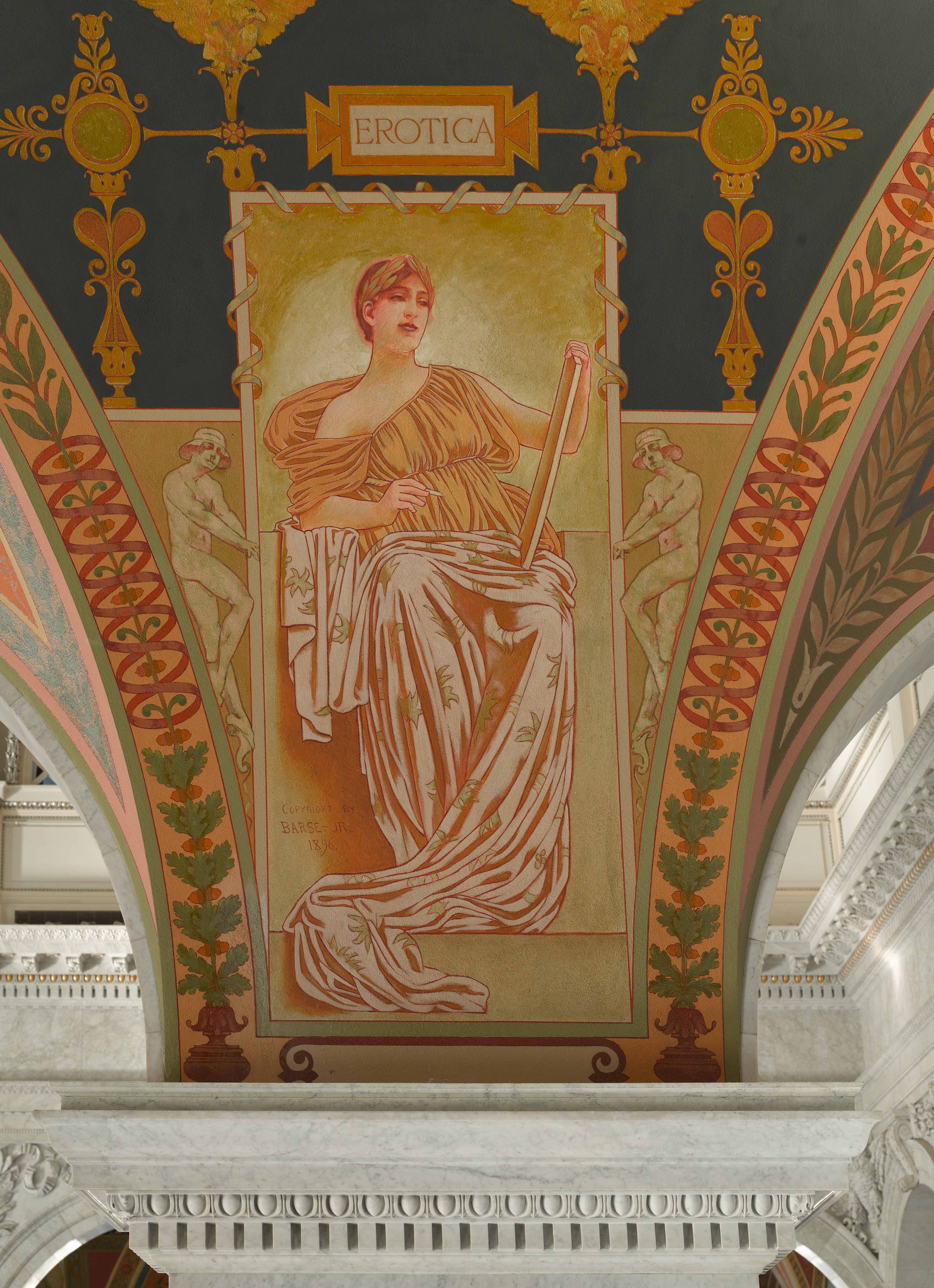
Erotica, Library of Congress

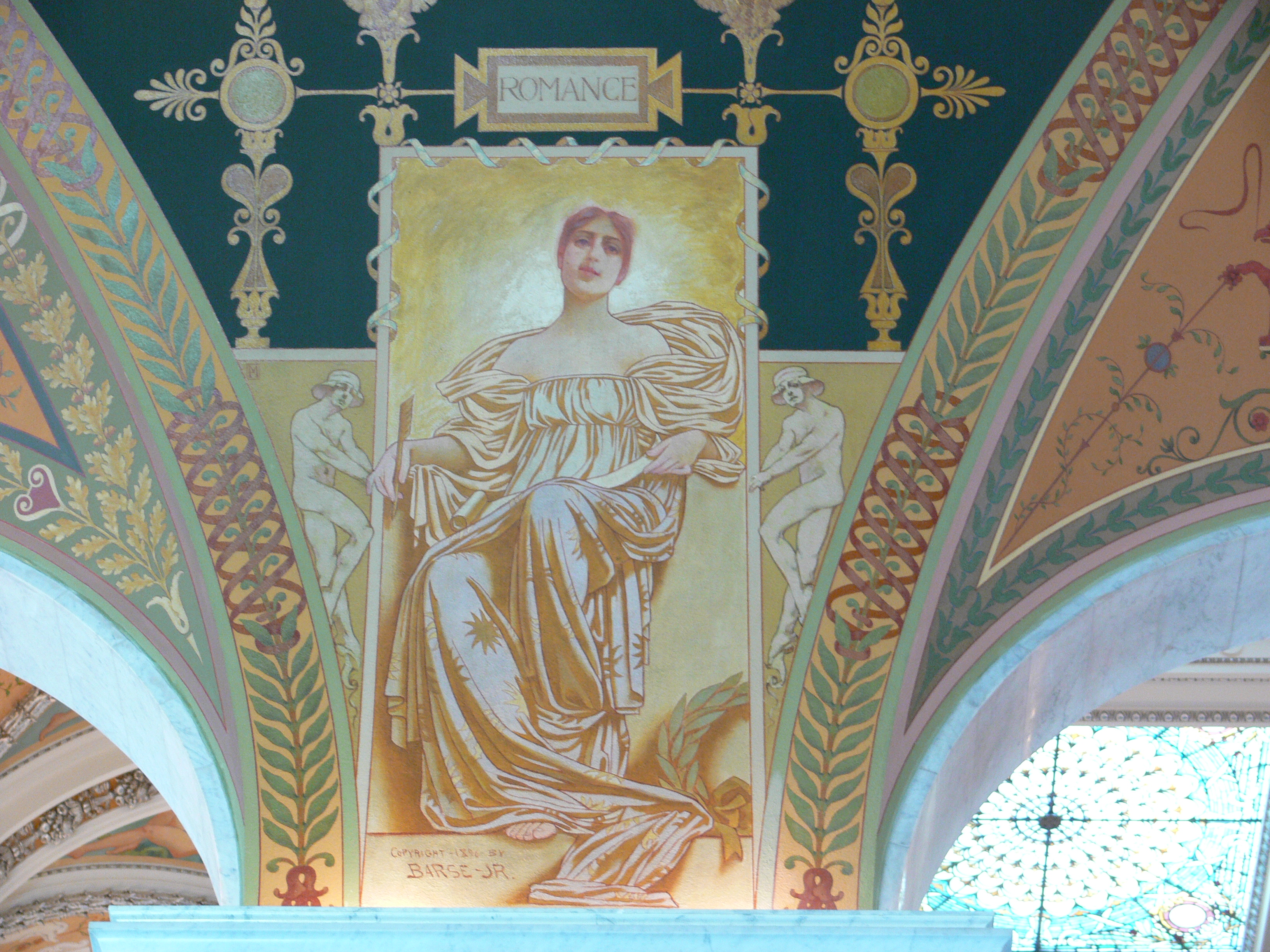
Romance, Library of Congress

George Randolph Barse, Jr. (* 31. Juli 1861 in Detroit, Michigan; † Februar 1938 in Katonah, Westchester County, New York) war ein US-amerikanischer Maler und Radierer.

## Leben
Seine Schulzeit beendete Barse 1878 in Kansas City und ging noch im selben Jahr nach Frankreich. Er ließ sich in Paris nieder und wurde an der École des Beaux-Arts Schüler von Alexandre Cabanel. Mit dessen Unterstützung wechselte er später an die Académie Julian und wurde dort meistenteils von Jules-Joseph Lefebvre (Akt- und Porträtmalerei) und Gustave Boulanger (Salonmalerei) unterrichtet.
Im Herbst 1883 kehrte Barse in die Vereinigten Staaten zurück. Bis Frühjahr 1889 lebte er abwechselnd in New York und im Texas Panhandle und kehrte dann wieder nach Europa zurück. Nach einem kurzen Aufenthalt in Paris ging Barse für sechs Jahre nach Italien. Nach einer längeren Studienreise durch Italien ließ er sich in Rom nieder. Dort heiratete er 1891 Rosina Ferrara.
Im Herbst 1895 kehrte Barse zusammen mit seiner Ehefrau in die Vereinigten Staaten zurück. Sie ließen sich in New York nieder und zogen 1904 nach Katonah, (Westchester County). Neben seinem künstlerischen Schaffen arbeitete Barse als Dozent an der Art Students League of New York. Als seine Ehefrau 1934 starb, fiel Barse in Depressionen und drei Jahre später verübte er mittels Kohlenstoffmonoxid Selbstmord.

## Ehrungen
1895 prämierte die National Academy of Design (New York) sein Werk mit einem „Ersten Preis“, 1900 wurde Barse zum Vollmitglied (NA) der Academy gewählt.

## Werke (Auswahl)
- Vanity
- The oasis
- Night and the declining day (1897)
- A pensive lady in a spring meadow (1892)
- The broken pitcher (1883)
- The return (1921)